# Aponévrose dorsale du doigt
Les aponévroses dorsales des doigts sont les aponévroses qui recouvrent chaque partie terminale des tendons du muscle extenseur des doigts de la main au niveau de la face dorsale des doigts.

## Description
Une aponévrose dorsale du doigt est une structure fibreuse constituée d'un faisceau central en forme de demi-cône qui entoure la phalange proximale. Ses bords adhèrent au tendon du muscle extenseur des doigts.
Latéralement et médialement, des bandelettes latérales renforcent le faisceau central. Elles sont issues des tendons des muscles lombricaux et interosseux.
L'articulation métacarpo-phalangienne est ceinturée par deux lames fibreuses qui constituent la dossière des interosseux. Ses fibres sont imbriquées avec les tendons du muscle extenseur et des muscles interosseux.